# Sylvie Thomé
Sylvie Thomé es una deportista francesa que compitió en lucha libre. Ganó una medalla de bronce en el Campeonato Mundial de Lucha de 1991 y una medalla de plata en el Campeonato Europeo de Lucha de 1993.

## Palmarés internacional
| Campeonato Mundial | Campeonato Mundial | Campeonato Mundial | Campeonato Mundial |
| Año                | Lugar              | Medalla            | Categoría          |
| ------------------ | ------------------ | ------------------ | ------------------ |
| 1991               | Tokio (Japón)      | Medalla de bronce  | 65 kg              |
| Campeonato Europeo |                    |                    |                    |
| Año                | Lugar              | Medalla            | Categoría          |
| 1993               | Ivánovo (Rusia)    | Medalla de plata   | 65 kg              |